# Jahresring

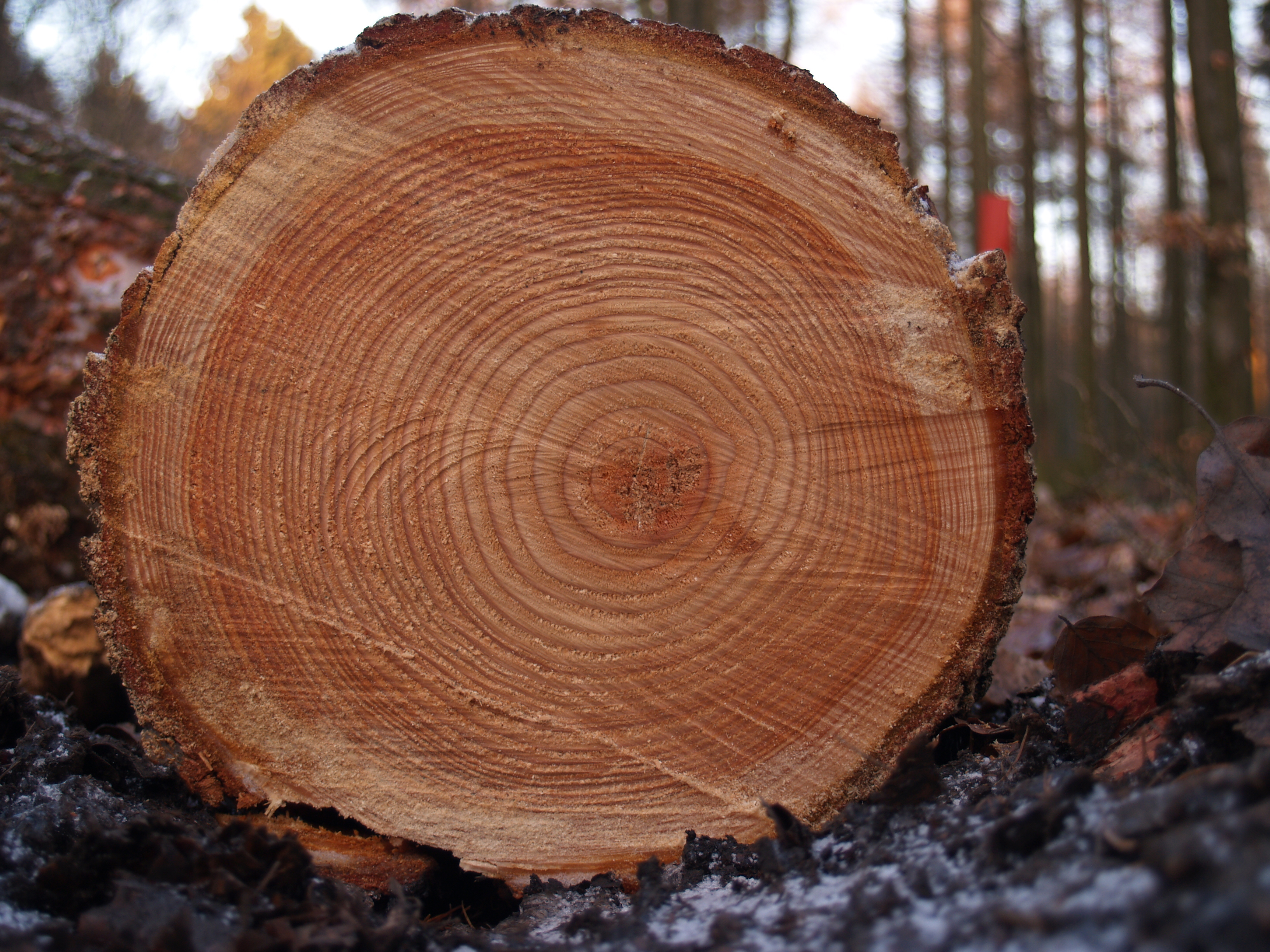
Jahresringe an einem im Jahr 2005 gefällten Stamm

Entstehung des ersten Jahresrings: Der Kambiumring (schwarz) scheidet nach innen Frühholz (rotbraun), dann Spätholz (dunkelbraun), nach außen kontinuierlich Bast (grau) ab. Der Kambiumring vergrößert sich dabei.

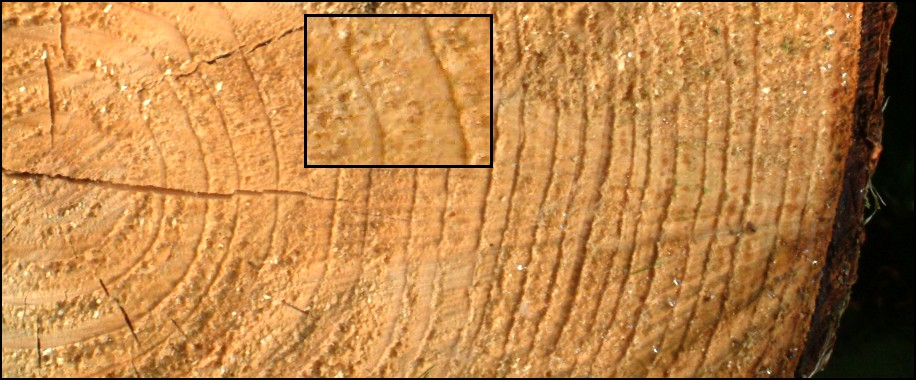
Jahresringe eines Fichtenstamms

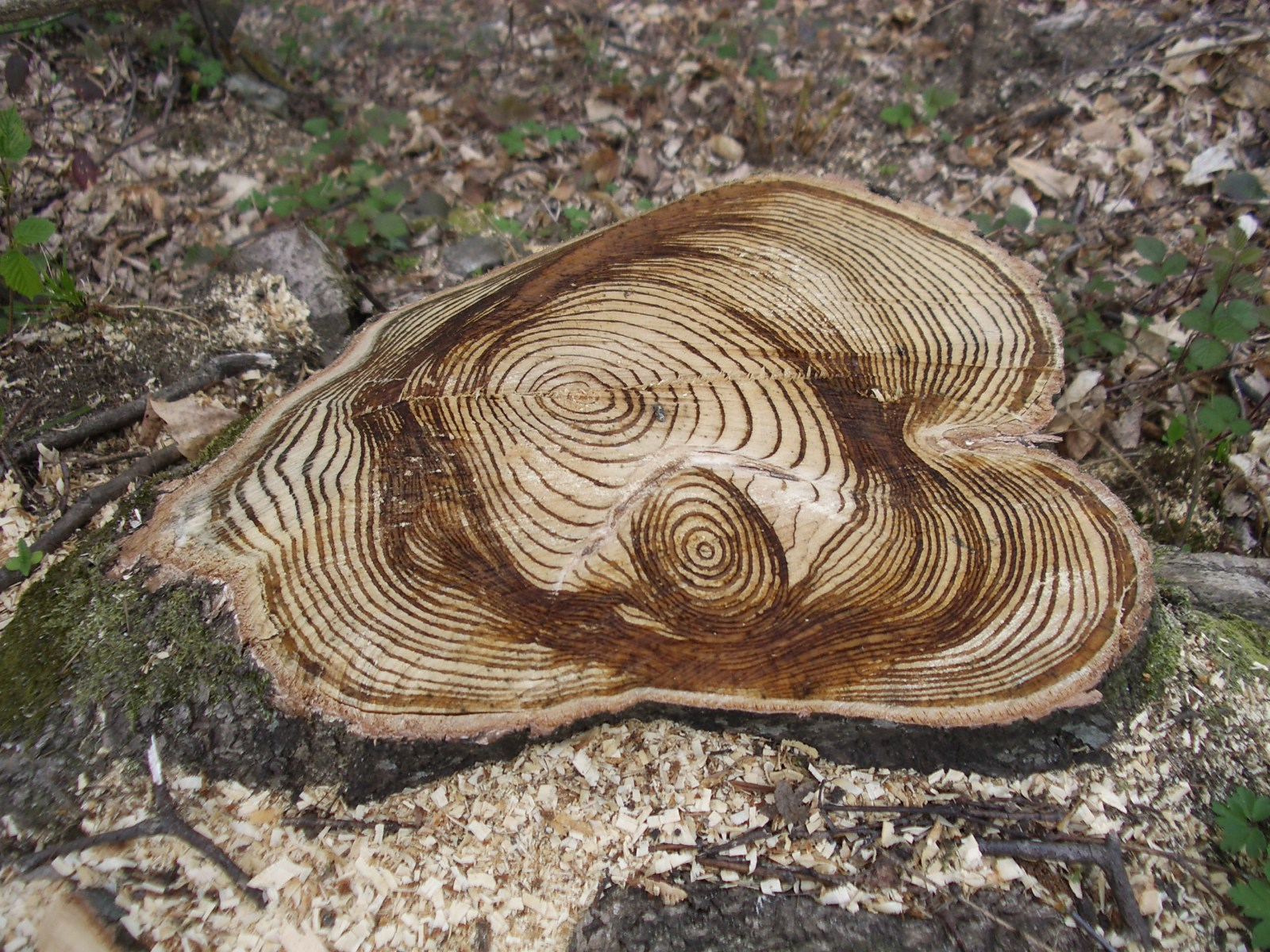
Jahresringe erzählen die Geschichte dieses Baumes bis 2006

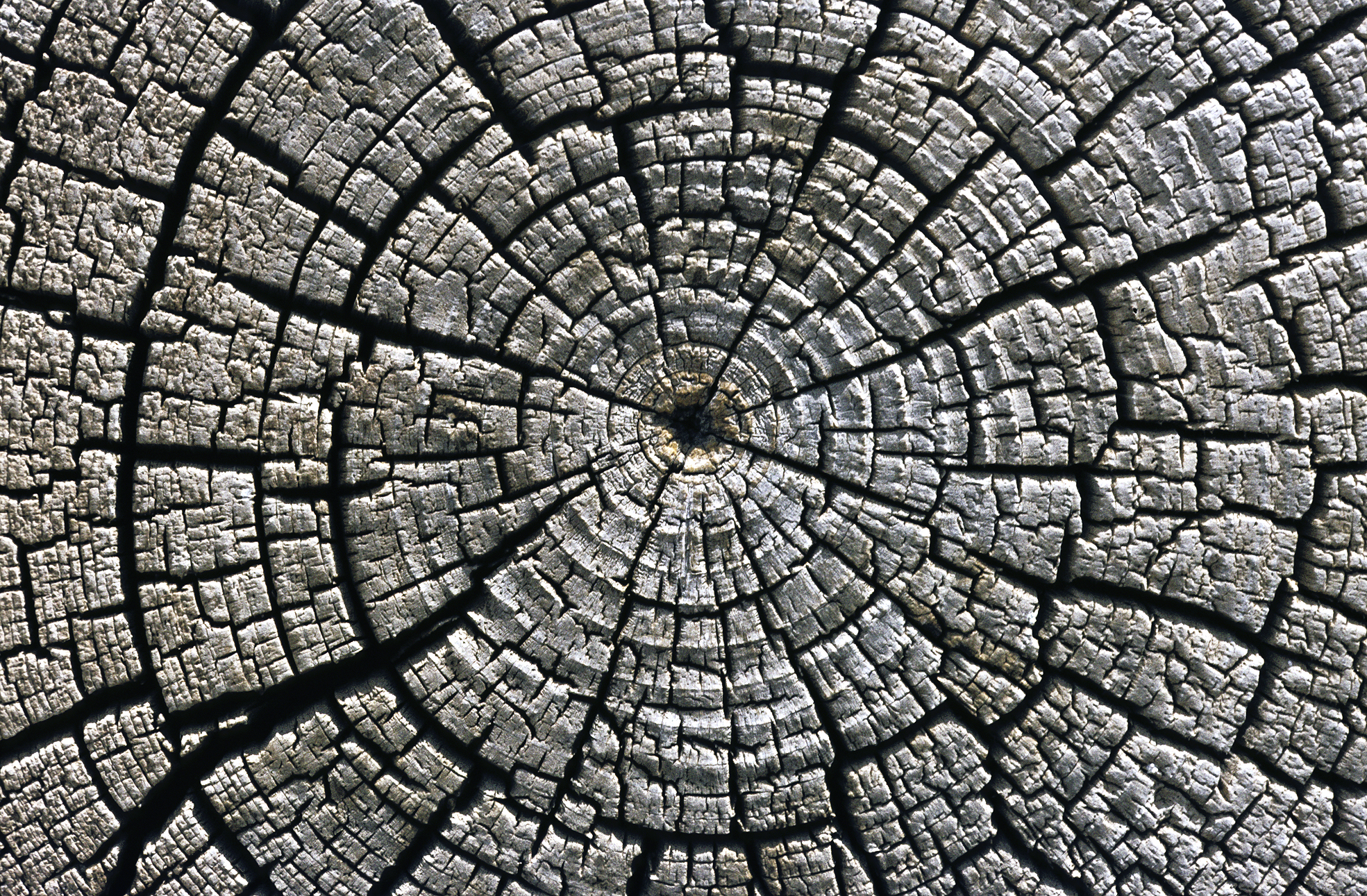
Verwitterte Jahresringe an einem etwa im Jahr 1100 gefällten Baumstamm für den Bau des ersten Pueblos im Aztec Ruins National Monument

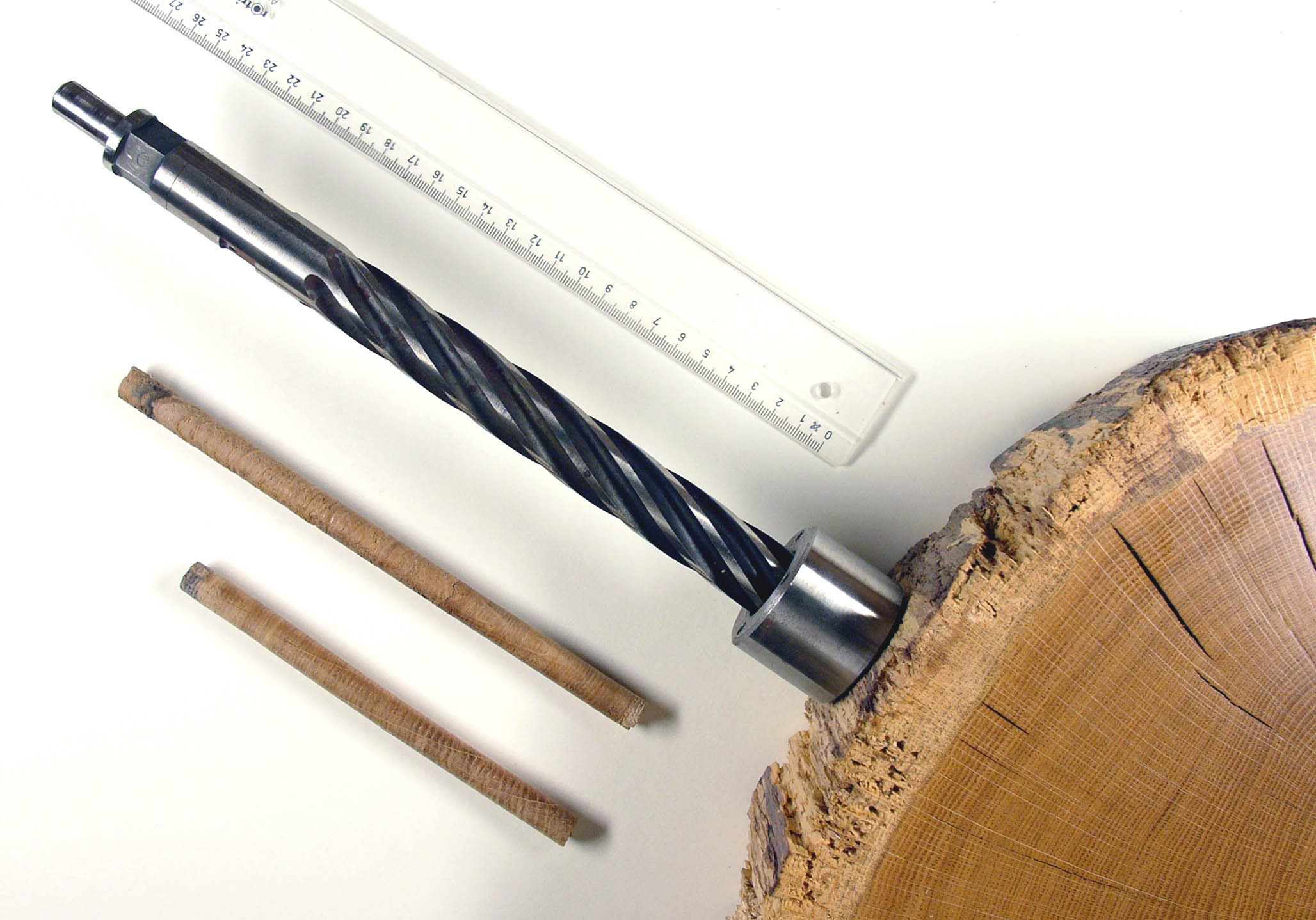
Spezialbohrer für die Dendrochronologiebeprobung

Als Jahresring oder Jahrring, früher auch Holzring, wird die im Querschnitt sichtbare, ringförmige Maserung des Holzes einer mehrjährigen Pflanze, insbesondere eines Baumes bezeichnet. Jahresringe entstehen nur dort, wo es durch die klimatischen Bedingungen zu einer vorübergehenden Ruhe der Teilungsaktivität des Kambiums kommt. Ursächlich dafür können Winter im Jahreszeitenklima sein oder Trockenzeiten in den subtropischen und tropischen Regionen, die auch in halbjährlichem Rhythmus folgen können (Halbjahresringe). Als falsche Jahrringe bezeichnet man auffällige Schwankungen im Verlauf der Holzbildung (Dichteschwankungen), die nicht mit einer Kambialruhe verbunden sind.

## Periodische Entwicklungsphasen
Ein Jahresring spiegelt die verschiedenen Entwicklungsphasen in einer Vegetationsperiode wider.
Nach der Ruhephase im Winter (oder Trockenzeit) werden in der Mobilisierungsphase Nährstoffe verbraucht, die vor der Ruhephase angelegt wurden. Es folgt die Wachstumsphase, in der das sogenannte Frühholz entsteht. Es bildet sich eine oft hellere Zuwachszone aus relativ lockerem Gewebe, das dem Baum den schnellen Transport von Wasser und Mineralien von der Wurzel in die Krone ermöglicht, um den Blattaustrieb und die Blütenbildung zu gewährleisten. Die Zellen im Frühholz sind dünnwandig und großlumig. Dadurch sind sie mechanisch nicht sehr fest. In der darauf folgenden Depositionsphase entstehen dickwandige kleinlumige Holzzellen, die wesentlich dichteres Gewebe bilden und hauptsächlich festigende Aufgaben übernehmen. Die oft dunklere Farbe dieses Spätholzes wird durch den höheren Anteil an Lignin in den Zellwänden verursacht.

## Verhältnis von Frühholz und Spätholz
Je besser die klimatischen Bedingungen innerhalb einer Vegetationsperiode sind, desto größer ist der Holzzuwachs und damit die Breite des Jahresrings.
Zwischen Laub- und Nadelhölzern bestehen Unterschiede beim Verhältnis von Früh- und Spätholzanteil.
- Bei Nadelbäumen unterliegt der Spätholzanteil einer deutlich geringeren Variabilität als der Frühholzanteil. Letzterer ist unter günstigen Wachstumsbedingungen höher als unter schlechten. Dies hat als Folge, dass schnell gewachsenes Nadelholz weicher ist als langsam gewachsenes.
- Laubbäume bilden immer eine nur wenig schwankende Menge an Frühholz, dafür variiert der Spätholzanteil.

## Wachstumsschwankungen
Da Klimaschwankungen nicht nur auf einen einzelnen Baum wirken, sondern auch auf seine Nachbarn, bilden alle Bäume einer Region ein charakteristisches Jahrringmuster, was sich in Jahresringtabellen erfasst werden kann. So lässt sich einerseits das Klima über Jahrhunderte rekonstruieren und andererseits das Alter archäologischer Funde mit Hilfe der Maserung von Holzresten bestimmen (Dendrochronologie).

## Bestimmung an lebenden Bäumen
Das Alter eines nicht gefällten Baumes lässt sich mit Hilfe einer Bohrkernentnahme oder durch eine Bohrwiderstandsmessung mittels Resistograph ermitteln. Beide Verfahren erlauben das Auszählen der Jahrringe. Bei Nadelbäumen ist es auch möglich, die Jahrestriebe über die Anzahl der Astquirle des Stammes abzuzählen.
Eine Abschätzung des Alters anhand des Baumdurchmessers ist sehr ungenau, da der Zuwachs von genetischen Faktoren, der Witterung, den Standortbedingungen und der Platzierung im Bestand abhängt. Einige Eichenarten, Weiden, Pappeln und Platanen können Wachstumsraten von mehr als 10 mm/Jahr aufweisen, Eiben und zwergwüchsige Bäume deutlich unter 4 mm/Jahr.